# Celler Cooperatiu de Gandesa
El Celler Cooperatiu de Gandesa és un edifici modernista situat a Gandesa (Terra Alta), obra de l'arquitecte Cèsar Martinell i Brunet. Completat l'any 1920, és considerat com una de les Catedrals del vi, i és un Bé Cultural d'Interès Nacional de la Generalitat de Catalunya, i una de les Set Meravelles de Catalunya escollides l'any 2007. És una obra declarada bé cultural d'interès nacional.

## Descripció
El cos principal de l'edificació consta de tres naus rectangulars paral·leles de diferent altura amb cobertes de volta de maó de pla carregades directament sobre arcs de diafragma parabòlics. La coberta, a diferents nivells, deixa petites obertures d'il·luminació intercalades entre les voltes.
Hi ha dues naus més, transversals a les anteriors, la primera d'elles amb arcs, on es troba la sala de màquines, i l'altra, amb dos pilars centrals i voltes força complexes, que serveix com a sala d'exposició dels productes del celler. Sobre la nau més posterior s'alcen dos dipòsits d'aigua cilíndrics, sostinguts per un peu d'obra vista i coronats per una teulada cònica sobre petites voltes equilibrades en voladís, fetes també de maó.
Les obertures són finestres d'arc de mig punt, dividida cadascuna per dos pilarets de maó. Emmarcades amb maó vist, es repeteixen harmònicament al llarg de les façanes.
La façana principal destaca per la seva composició ordenada en tres nivells segons les textures i materials utilitzats: un primer nivell o sòcol de pedra en el qual s'integren les finestres baixes de ventilació i la porta d'accés, un segon nivell de parament llis pintat de blanc on es troben les finestres superiors emmarcades en maó a plec de llibre i on destaca el fris ceràmic, i un tercer nivell de coronament de l'edifici que permet llegir la formalització de la coberta.
És especialment notable la coberta de volta de maó de pla a diferents altures, que permet la il·luminació amb petites obertures.
En aquest edifici, Martinell va prescindir per primera vegada de la fusta a la coberta i va utilitzar el sistema de voltes i arcs equilibrat.
A l'exterior de l'edifici, sobre el mur exterior de la nau de recepció, hi ha dos depòsits d'aigua. Com a decoració hi ha diverses gàrgoles de terrissa esmaltades en verd, petites rajoles que decoren els dipòsits i l'escut de l'entitat, realitzat pel ceramista Xavier Nogués amb rajoles vidrades, situat a l'angle arrodonit de l'edifici (destruït durant la guerra i substituït per una reproducció de menor qualitat).

## Història

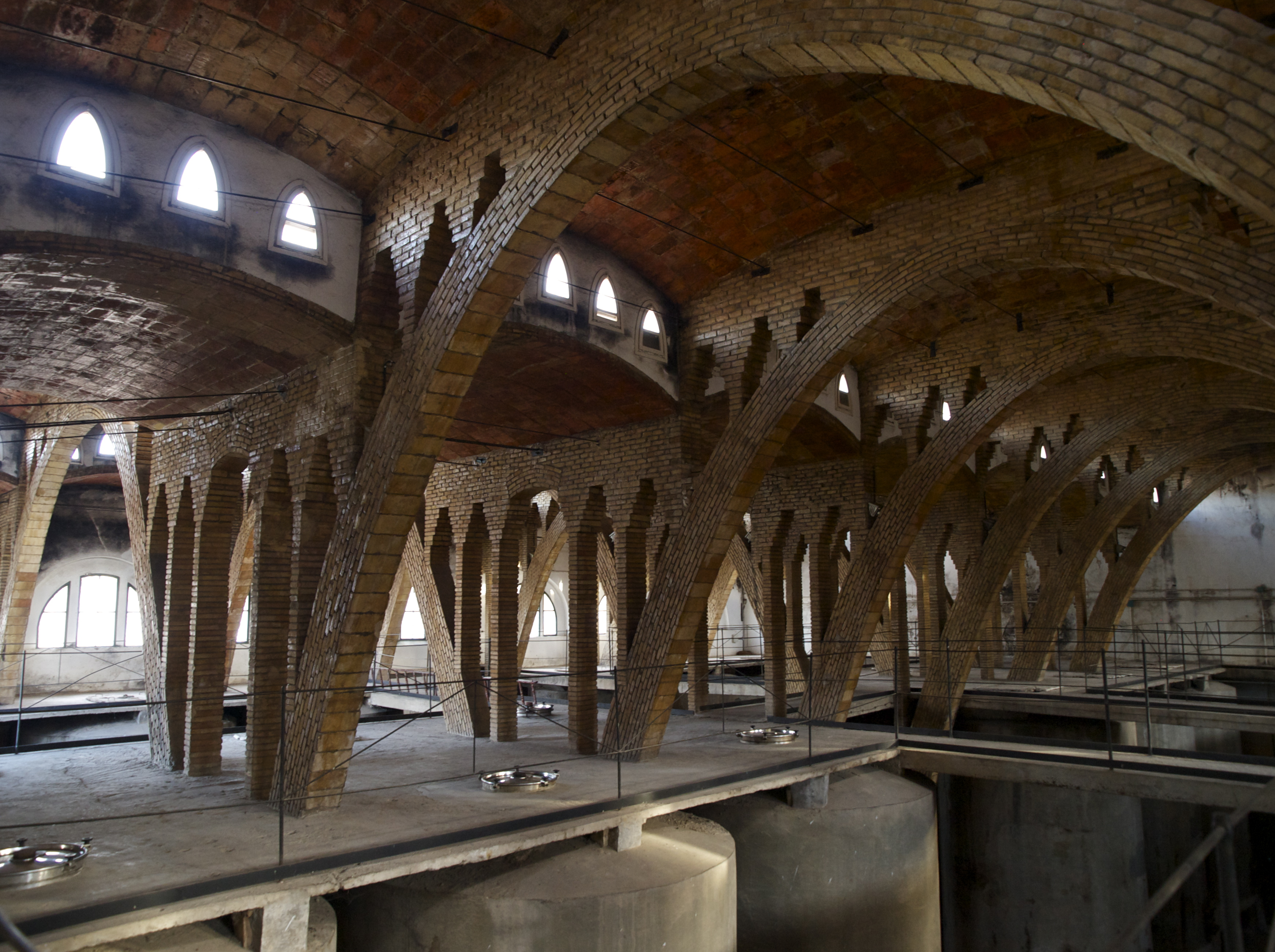
Voltes del Celler Cooperatiu de Gandesa

L'edifici va ser encarregat el 19 de febrer de 1919 per Josep Maria Serres, fundador i primer president del Sindicat de Cooperació Agrícola de Gandesa, amb l'ajut econòmic del Banc de Valls. L'encàrrec fou a l'arquitecte Cèsar Martinell i Brunet, deixeble d'Antoni Gaudí i Puig i Cadafalch. Hi van col·laborar l'enòleg Isidre Campllonch i segurament també el tècnic oleícola Emili Rovirosa. Era destinat a l'elaboració del vi i l'oli.
El celler per l'elaboració de vins va ser acabat el mes de gener 1920, i el molí d'oli el mes de novembre de 1920. El projecte va incloure ceràmiques artístiques de Xavier Nogués, però foren destruïdes durant guerra civil espanyola. A més del valor arquitectònic, l'edifici cobrí les necessitats dels pagesos per l'elaboració de vi.
Quan les primeres obres del celler eren tot just finalitzades, li encomanaren fer-ne una ampliació en un solar situat a l'altra banda del camí posterior. D'aquest segon projecte es construïren els dipòsits subterranis i el molí d'oli, i la resta s'acabà sense participació de l'arquitecte. El 1980, l'arquitecte Manuel Ribas i Piera, seguint el projecte de Martinell, construí una taverna a la part posterior. En aquest edifici, Martinell va prescindir per primera vegada de la fusta a la coberta i va utilitzar el sistema de voltes i arcs equilibrats. L'èxit del sistema va fer que Martinell decidís aplicar el mateix mètode a altres cellers, com ara el de Pinell de Brai.
El projecte d'aquest celler incorpora les quatre novetats tècniques (constructives i de tecnologia de producció vitivinícola) que es van convertir en invariants pròpies de l'obra de Cèsar Martinell en gairebé tots els seus cellers. Aquestes invariants es concreten en: la construcció de l'estructura de les naus basada en els arcs parabòlics de maó, la situació de les finestres per a la ventilació de les naus, els cups subterranis cilíndrics i separats per cambres aïllants ventilades, i la composició i textures de les façanes.
Pel que fa a la tipologia, el procés de producció del vi s'organitza en tres àrees: el moll de descàrrega, la nau d'elaboració i les naus de tines o cups, tipologia que, amb les variants d'organització longitudinal o transversal i d'adaptació a la topografia del terreny es va repetint en tots els altres cellers; en aquest cas introdueix, a més, la innovació d'una planta subterrània amb estructura d'arcs parabòlics.
Aquest edifici, i en conjunt els cellers d'aquesta època, representen la manifestació arquitectònica visible del que va ser el cooperativisme agrari a Catalunya a final del segle xix i inici del XX, moviment que, malauradament, va quedar interrumput per la Guerra Civil.
Durant el 2011 es van iniciar la rehabilitació del celler. estava previst que, amb un pressupost de 400.000 euros, duressin uns 8 mesos. La rehabilitació fou presentada finalment el març de 2014. Durant el procés de rehabilitació es va actuar tant sobre les façanes exteriors com les interiors, on també s'hi van reconstruir tots els paviments continus interiors. També es van fer obres de rehabilitació dels dipòsits d'aigua de què disposava el celler per al seu funcionament general i productiu. A més, s'hi ha impermeabilitzat les cobertes i s'hi ha adequat totes les instal·lacions, especialment pel que fa a l'electricitat i il·luminació, així com instal·lacions de lampisteria, serveis audiovisuals i de transmissió de dades.

## La Cooperativa
El Celler Cooperatiu de Gandesa va ser fundat per 48 socis de Gandesa l'any 1919. L'any 2008 la cooperativa del celler comptava amb 458 socis, amb conreus principalment de vinya, ametllers i oliveres. L'extensió del conreu de les vinyes és d'unes 1.000 hectàrees, en zones amb desnivell, terrasses i planes. La producció és d'uns 4 milions de quilograms de raïms, de varietats blanques i negres en proporcions similars. El raïm correspon a les varietats garnatxa blanca, garnatxa negra, garnatxa peluda, garnatxa gris, carinyena, macabeu, ull de llebre, cabernet sauvignon, syrah, etc., emparats dins la Denominació d'Origen Terra Alta.
S'elaboren vins explotant les virtuts de les varietats típiques de la zona, incloent vins blancs joves i de criança, de garnatxa blanca, i vins negres de tota classe usant diferents garnatxes, carinyena i tocs de syrah i cabernet, així com vins dolços i rancis. L'agrobotiga del celler ofereix tasts de vi.